# Boulet
Pour les articles homonymes, voir Boulet de canon (plante), boulet de forçat et Boulet (homonymie).
Pour les articles ayant des titres homophones, voir Boulay, Boullay et Boulè.
Cet article possède des paronymes, voir Boulé et Boullé.
Le boulet de canon, ou boulet, est un projectile d'artillerie sphérique en pierre ou en métal.

## Histoire

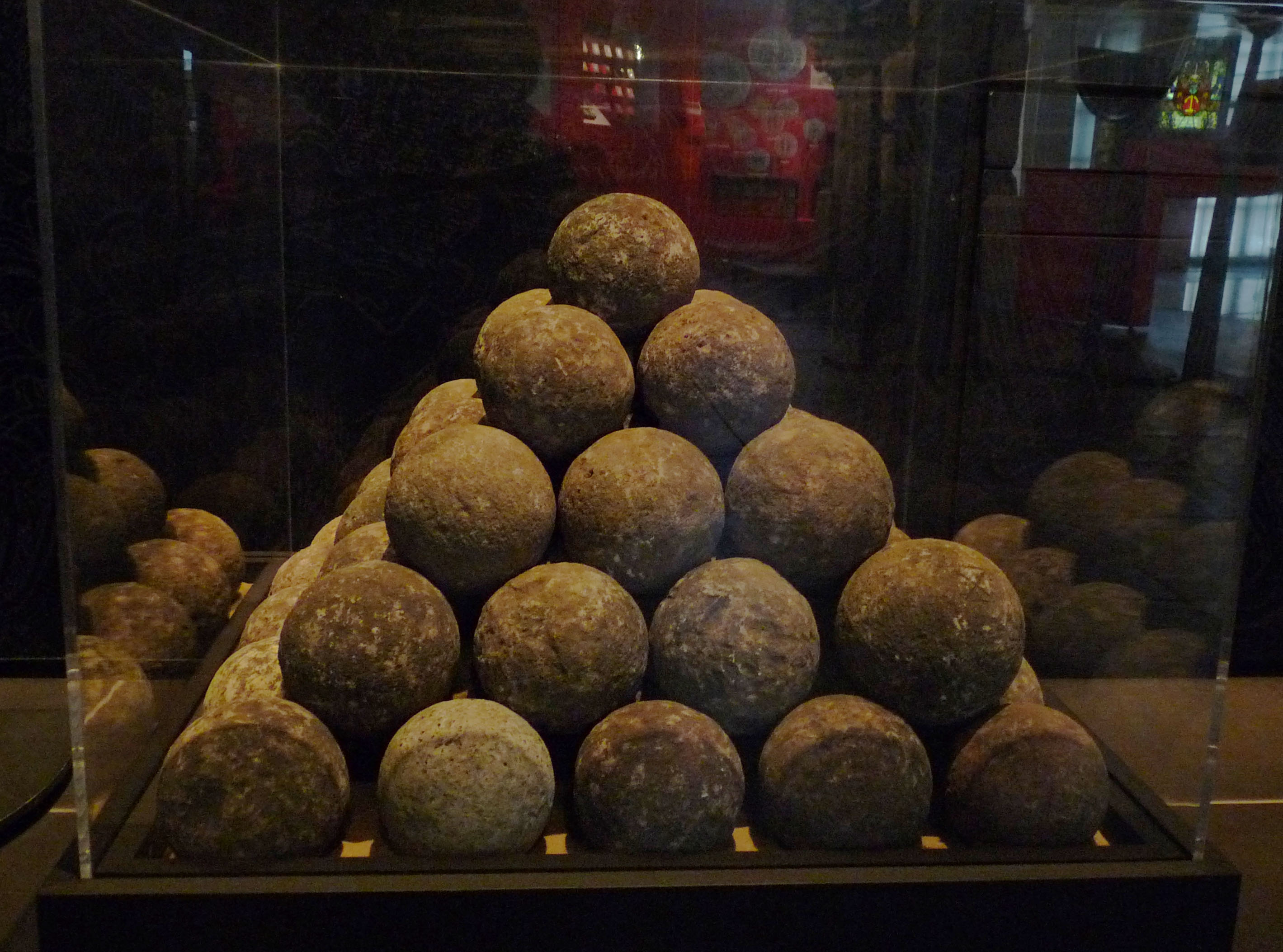
Boulets en pierre trouvés à Strasbourg (Musée historique de Strasbourg).

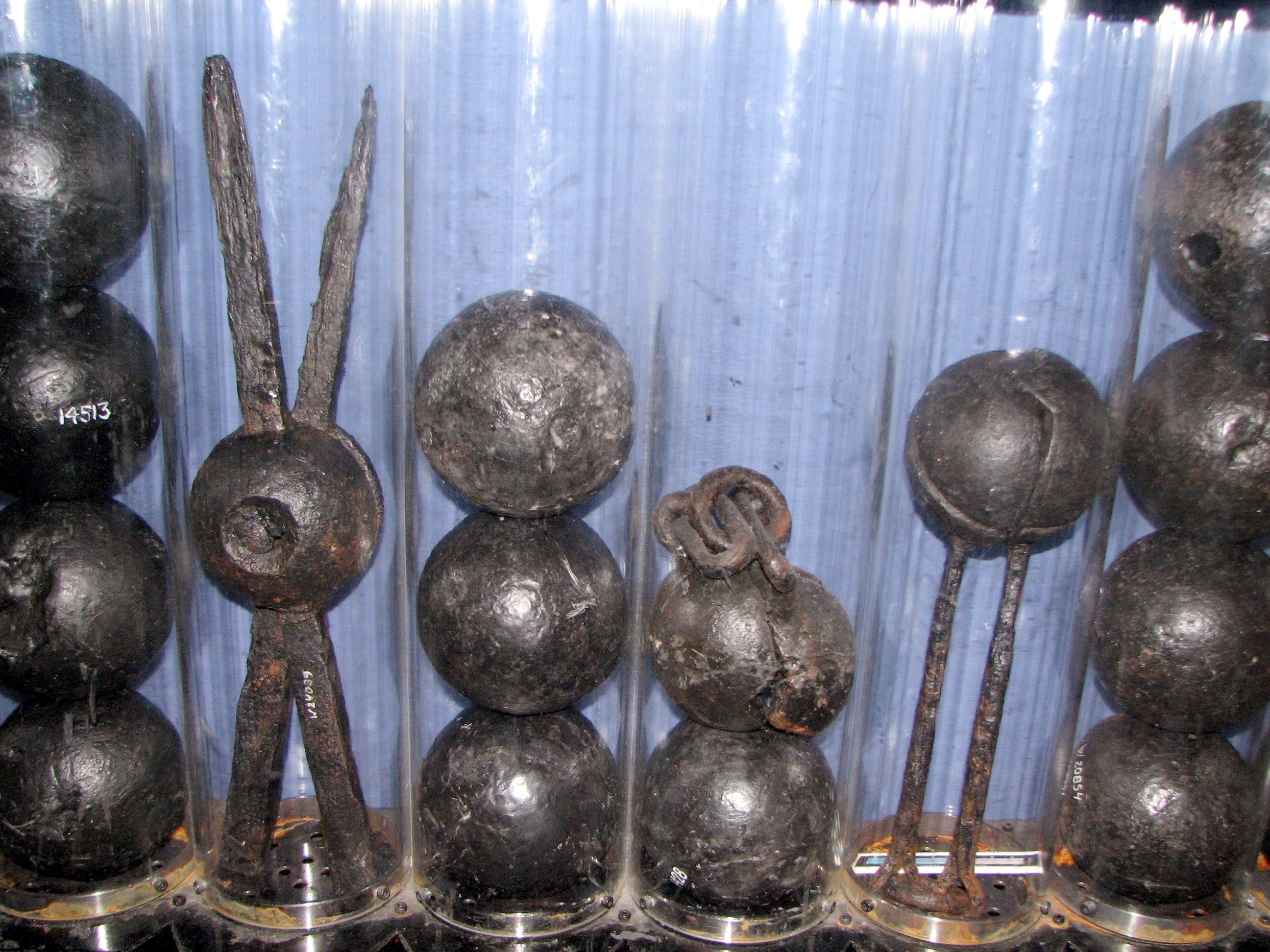
Différents types de boulets récupérés sur l'épave du Vasa.

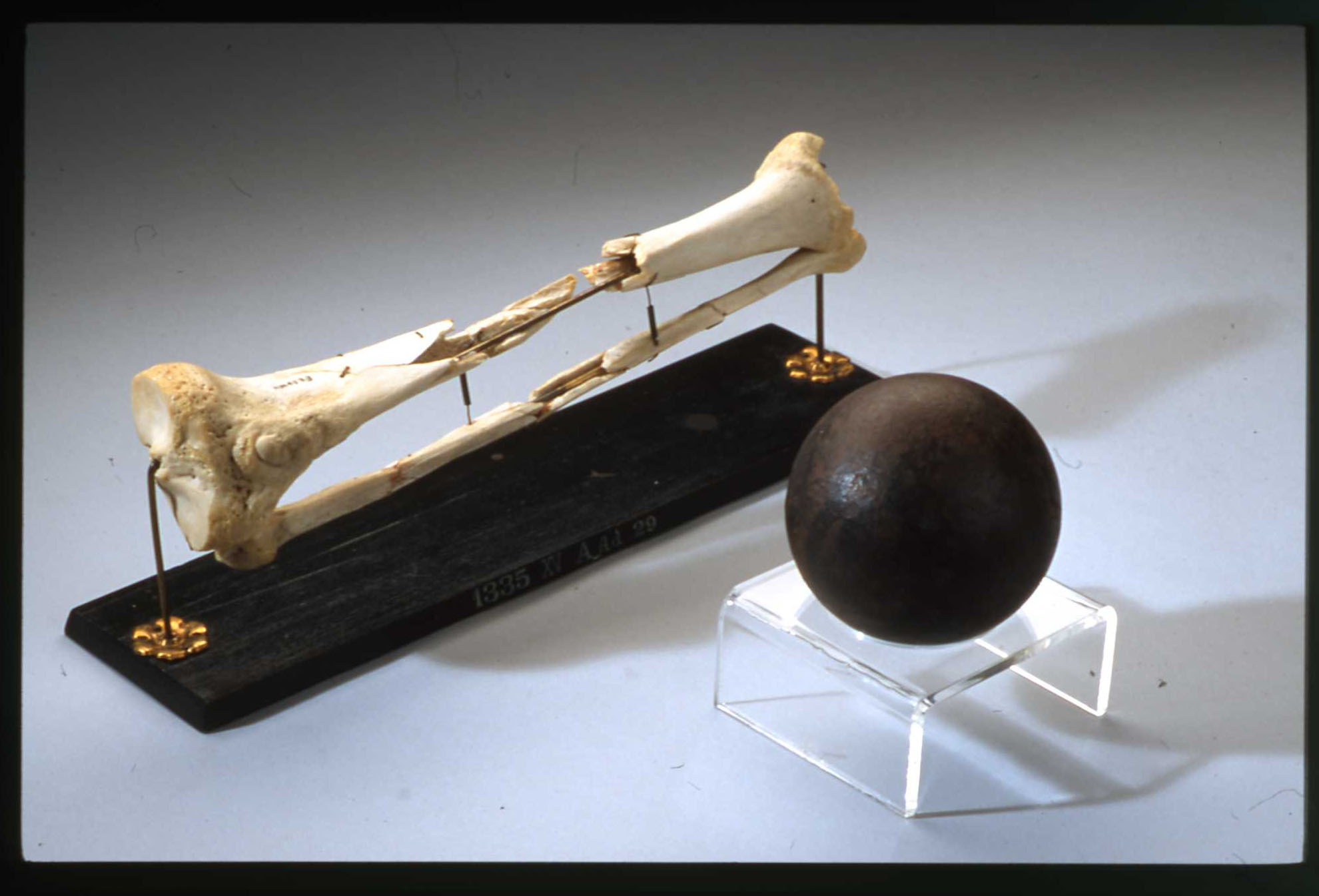
Os (tibia et péroné) de jambe de soldat fracturée par un boulet de canon, issu de la bataille de Gettysburg (Guerre de Sécession)
(Photographie par Norman Watkins, archives militaires médicales américaines).

Les premiers canons tiraient des boulets en pierre, qui ne se distinguaient des projectiles de catapulte ou de trébuchet que par leur forme géométrique plus régulière.
Au XIVe siècle, le chinois Jiao Yu inventa les premiers boulets explosifs en emballant la cavité de leurs coquilles avec du nitrate augmenté de poudre, décrits dans son traité militaire (Huolongjing).
Le boulet métallique fait son apparition en 1430.
En Europe, vers 1470, le boulet en pierre fut progressivement remplacé par le boulet en fonte. En effet, celui-ci ayant une densité 3 fois plus élevée, il a permis une diminution des calibres et donc un allègement des pièces. De plus, il était nettement plus performant à l'impact. L'utilisation de la fonte, longtemps appelée « fer coulé », a également permis une certaine standardisation de la taille des boulets et donc du calibre des canons.
La réforme de l'artillerie française en 1764 par Gribeauval conduisit à la fabrication de canons tirant des boulets de 4, 8, 12, 16 et 24 livres. Toutefois, jusqu'en 1838, vaisseaux et frégates restent armés de canons de 36 livres.
L'effet recherché par le tir d'un boulet plein est l'arrachage, la coupe, et la pulvérisation des obstacles sur sa trajectoire. Son énergie cinétique est telle qu'elle lui permet, sur un terrain meuble, de ricocher plusieurs fois. Ainsi, lors de la bataille de Salzbach, Pierre de Mormez, seigneur de Saint Hilaire et lieutenant du maréchal Turenne, perdit un bras à cause d'un boulet qui, dans sa course ultérieure, tua Turenne.
En 1784, le lieutenant Henry Shrapnel de la British Royal Artillery inventa un boulet creux sphérique, appelé shrapnel, rempli de poudre et de balles, le tout fermé par un tube en bois, rempli de poudre servant de mèche. Lors du tir du boulet, cette mèche se consume et fait exploser en vol le boulet creux qui disperse son contenu sur l'ennemi, à l'image d'une grenade à fragmentation.
En 1795, le Français Pierre Choderlos de Laclos met au point les premiers boulets creux chargés de matières explosives, éclatant à l'impact.
À cette époque, la Marine utilisait une grande variété de boulets, en plus du boulet sphérique employé contre la coque et les mâts des navires ennemis :
- boulets ramés[2] : 2 boulets ou demis boulets reliés par une barre : ils servaient à briser les « manœuvres » (cordages servant à manœuvrer les vergues et par extension le navire), à déchirer la voilure ;
- boulets chaînés ou enchaînés : 2 boulets ou demis boulets reliés par une chaînette: l'utilisation en était la même que pour les boulets ramés ;
- bombes : boulets creux en fonte avec une ouverture (œil) sur le dessus pour le remplir de poudre, ils avaient deux anneaux de transport de part et d'autre de cette ouverture.

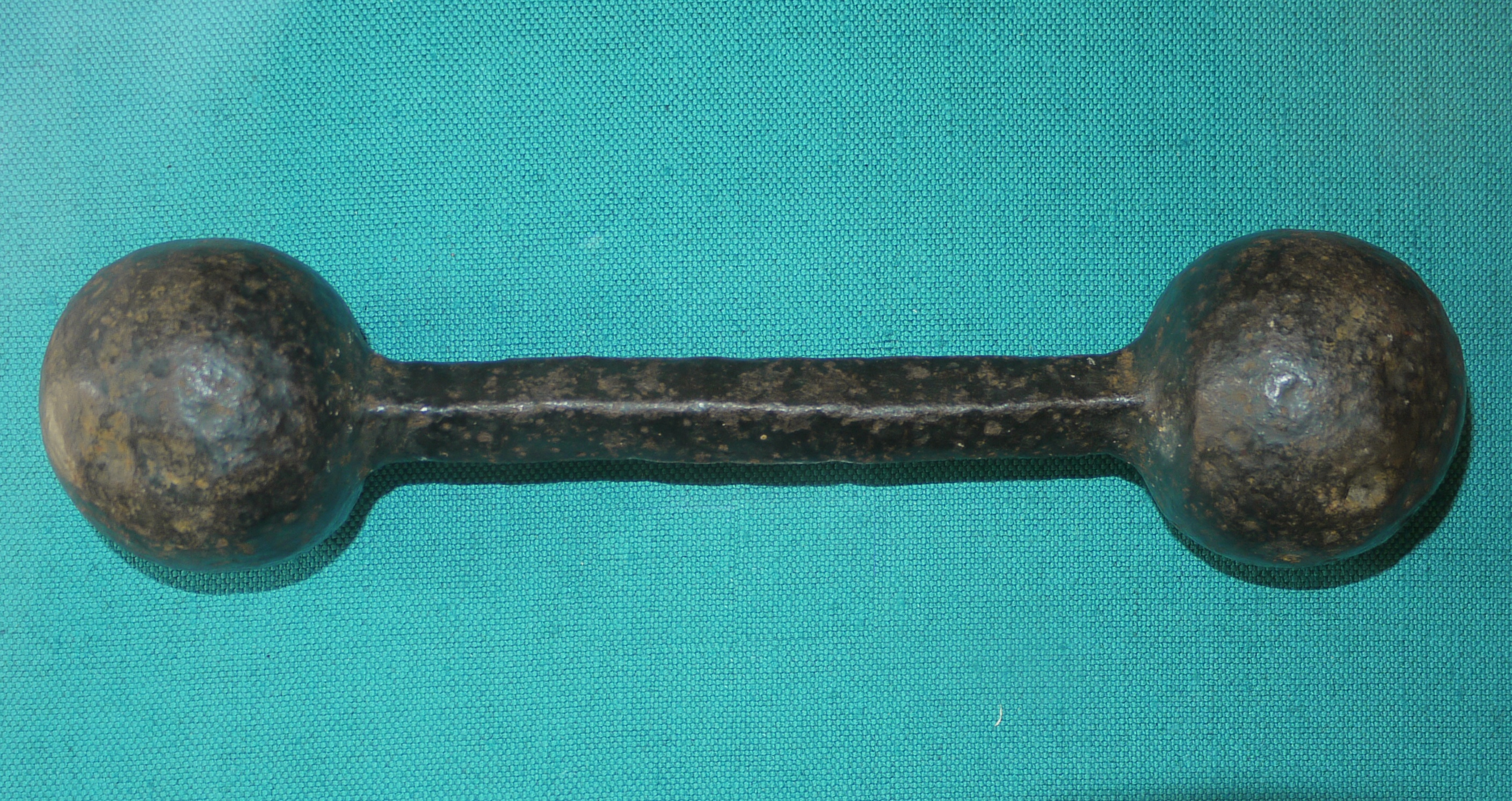
Boulet ramé
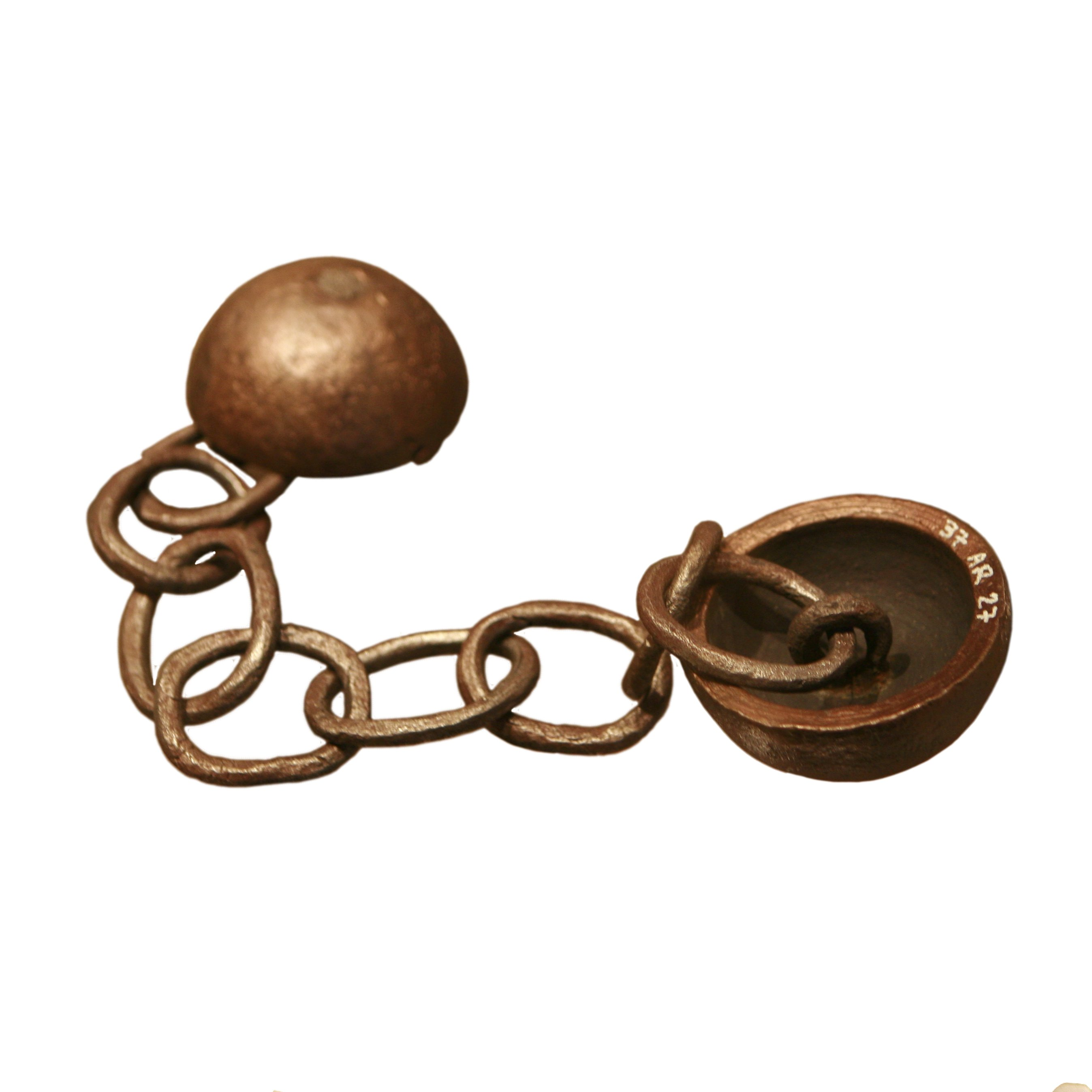
Boulet chaîné

Ces projectiles étaient plus particulièrement employés pour abattre le gréement d'un navire ennemi, ou contre les hommes d'équipage rassemblés sur le pont.
Le boulet sphérique pouvait être chauffé « au rouge » dans un four à boulets avant d'être introduit dans le canon pour ses capacités incendiaires. Le feu était particulièrement dangereux sur les navires de l'époque et la manœuvre restait très dangereuse pour le tireur également. L'expression tirer à boulets rouges est restée dans le langage commun pour signifier l'idée d'une critique très intense.
En Europe occidentale, le boulet resta utilisé jusqu'à la fin de l'artillerie lisse, vers 1860. Ensuite, les projectiles adoptèrent la forme cylindrique (obus) et profilée vers l'avant adaptée aux canons à fût rayé et à culasse mobile.
Le boulet de canon est à l'origine du développement de la discipline sportive du lancer du poids. En 1860, le poids de la boule métallique est fixé à 16 livres, en référence au boulet d'artillerie du même poids. Entre autres curiosités martiales, le Skalenpfund (de) d’artillerie, unité de poids russe fait référence au poids d'un boulet de canon de fonte de 2 pouces russes de diamètre à une température de 13 1/3 Réaumur. Sa masse était de 489,163 7 grammes.